# Zabít tiše
Zabít tiše (v anglickém originále Killing Them Softly) je americký kriminální film z roku 2012. Režisérem filmu je Andrew Dominik. Hlavní role ve filmu ztvárnili Brad Pitt, Scoot McNairy, Ben Mendelsohn, Richard Jenkins a James Gandolfini.

## Obsazení
| Brad Pitt        | Jackie Cogan    |
| Scoot McNairy    | Frankie         |
| Ben Mendelsohn   | Russell         |
| Richard Jenkins  | Driver          |
| James Gandolfini | Mickey          |
| Ray Liotta       | Markie Trattman |
| Sam Shepard      | Dillon          |
| Slaine           | Kenny Gill      |